# 炭栎
炭栎（学名：Quercus utilis）是壳斗科栎属的植物，是中国的特有植物。分布在中国大陆的贵州、广西、云南等地，生长于海拔1,000米至1,500米的地区，多生在山坡及石灰岩山地，目前尚未由人工引种栽培。